# Дербенник прутовидный
Дербе́нник прутови́дный, или Дербенник прутеви́дный, или Дербенник лозный (лат. Lýthrum virgátum) — многолетнее травянистое растение; вид рода Дербенник семейства Дербенниковые (Lythraceae).

## Морфология
Стебли четырёхгранные, без крыльев, в верхней трети ветвистые. Высота до 120 см.
Листья сидячие, супротивные, узколанцетовидные, заострённые, у основания суженные. В соцветиях листья постепенно переходят в прицветники.
Цветки пазушные, на коротких цветоножках, с двумя опадающими прицветниками. Образуют верхушечное колосовидное соцветие. Чашечка длиной 4—6 мм, с 12 жилками, трубчатая. Шесть чашелистиков вырастают между зубцами цветоложа и намного длиннее зубцов. Шесть лепестков постоянные, яйцевидные, длиной около 7 мм, красного цвета. Двенадцать тычинок располагаются в 2 круга по 6.
Плод — яйцевидная коробочка, которая раскрывается на 2 створки. Семена мелкие (до 1 мм), коричневого цвета.
Отличается от дербенника иволистного голым четырёхгранным стеблем, ланцетовидными клиновидно-суженными листьями, гладкой жилкой, более яркими цветками.

## Распространение
Растёт на пойменных, солонцеватых лугах, по берегам речек и озёр, в тростниковых сообществах. Переносит долговременное понижение уровня воды, при восстановлении уровня опять разрастается. В отличие от дербенника иволистного более требовательный к содержанию питательных веществ в почве, поэтому распространён меньше.
Растёт в умеренной зоне Европы и Азии. На Алтае встречается у Бийска, у сёл Смоленское, Советское, Кокши, Шульгин-Лога и других местах.

## Химический состав
В растении установлены дубильные вещества (1, 68%), эфирное масло, стероиды, антоцианы и органические кислоты (Золотницкая, 1965).

## Хозяйственное использование
Является хорошим медоносом. Ранее использовался в качестве пищевого красителя, также как и дербенник иволистный.

## Использование в медицине
В народной медицине надземную часть растения применяют при заболеваниях органов грудной клетки, респираторных инфекциях.